# Kaito Taniguchi
Kaito Taniguchi (谷口 海斗 Taniguchi Kaito?), född 7 september 1995 i Mie prefektur, är en japansk fotbollsspelare.
Taniguchi började sin karriär 2018 i Grulla Morioka (Iwate Grulla Morioka). Han spelade 55 ligamatcher för klubben. 2020 flyttade han till Roasso Kumamoto. 